# Piépape
Piépape est une ancienne commune française du département de la Haute-Marne en région Grand Est. Elle fait partie de la commune de Villegusien-le-Lac depuis 1972.

## Géographie
La Vingeanne et le canal entre Champagne et Bourgogne coulent à l'est du village qui est traversé par la route D149.

## Toponymie
Anciennes mentions : Pleapapa (1227), Pleopapa (1267), Pleepape (1269), Pleopa (1335), Pleespape (1336), Plépape (1464), Pleupape (1485), Piépaple (1503), Piépape (1512), Piedpape (1732).

## Histoire
En 1789, ce village fait partie de la province de Champagne dans le bailliage de Langres.
Le 1er août 1972, la commune de Piépape est rattachée sous le régime de la fusion-association à celle de Villegusien qui devient Villegusien-le-Lac. Le 1er janvier 2016, Piépape perd son statut de commune associée.

## Politique et administration
| Période                                  | Période  | Identité         | Étiquette | Qualité |
| ---------------------------------------- | -------- | ---------------- | --------- | ------- |
| 2020                                     | en cours | Lambert Cothenet |           |         |
| Les données manquantes sont à compléter. |          |                  |           |         |

## Démographie
| 1866 | 1872 | 1876 | 1881 | 1886 | 1891 | 1896 | 1901 | 1906 |
| ---- | ---- | ---- | ---- | ---- | ---- | ---- | ---- | ---- |
| 269  | 257  | 240  | 240  | 261  | 251  | 206  | 275  | 199  |

| 1911 | 1921 | 1926 | 1931 | 1936 | 1946 | 1954 | 1962 | 1968 |
| ---- | ---- | ---- | ---- | ---- | ---- | ---- | ---- | ---- |
| 199  | 188  | 165  | 154  | 147  | 145  | 130  | 128  | 109  |

## Héraldique
| Blason de Piépape | Blason  | D'or au pin arraché de sinople fruité du champ, au chef de gueules chargé d’une croisette pattée d’argent. |
| Blason de Piépape | Détails | |

## Lieux et monuments
- Château du XVIIIe siècle, partiellement inscrit aux monuments historiques[4]
- Église Notre-Dame-de-l'Assomption ; chœur du XIIe siècle ; nef reconstruite au XVIIIe siècle
- Chapelle saint Jean-Baptiste du XVe siècle